# Stade Messaoud-Zeghar
 (mars 2025).
Si vous disposez d'ouvrages ou d'articles de référence ou si vous connaissez des sites web de qualité traitant du thème abordé ici, merci de compléter l'article en donnant les références utiles à sa vérifiabilité et en les liant à la section « Notes et références ».
Le stade Messaoud-Zeghar (en arabe : ملعب مسعود زڤار), est un stade de football de la ville d'El Eulma en Algérie, d'une capacité de 25 000 places, doté d'une pelouse en gazon naturel. Il est nommé en hommage au militant nationaliste et homme d'affaires algérien Messaoud Zeghar, natif de la région.
Ce stade accueille les matchs à domicile du club local de la vuille: Mouloudia Chabab El Eulma.